# Adolph von Vangerow

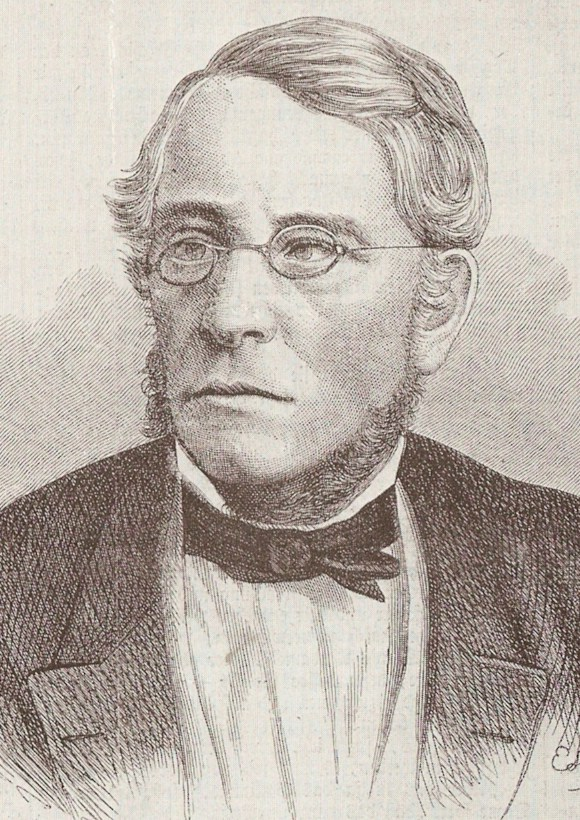
Adolph von Vangerow, Professor der Rechte in Heidelberg (um 1860)

Karl Philipp Adolph von Vangerow (* 5. Juni 1808 in Schiffelbach; † 11. Oktober 1870 in Heidelberg) war Professor der Rechtswissenschaften an den Universitäten Marburg und Heidelberg, Experte auf dem Gebiet der Pandekten und geheimer Hofrat.

## Biografie
Vangerow entstammte einem alten pommerschen Adelsgeschlecht und war das einzige Kind des kurfürstlich hessischen Rittmeisters Wilhelm von Vangerow (1786–1824) und der Friederike von Tilemann gen. Schenck (1785–1862). Sein Vater diente zur Zeit von Karl Adolphs Geburt in Spanien, wo er auf der Seite der Gegner Napoleons kämpfte, und der Junge verbrachte seine ersten Jugendjahre auf dem Gutshof der Eltern seiner Mutter in Schiffelbach. Als der Vater nach dem Ende des Königreichs Westphalen wieder in kurhessischem Dienst stand, war er erst in Melsungen, dann in Fulda und schließlich in Marburg stationiert, und der Sohn besuchte daher die Gymnasien in Fulda und Marburg. Er machte im Alter von 16 Jahren sein Abitur und schrieb sich 1824, dem Jahr, in dem sein Vater bald darauf starb, an der Universität Marburg ein. Sechs Jahre später, am 23. Januar 1830, erfolgte die Promotion zum Doktor jur., der zu Ostern die Habilitation als Privatdozent an der Marburger juristischen Fakultät folgte. Berührungspunkte mit der Rechtspraxis erlangte er im Heidelberger Spruchkollegium der Fakultät.
Da ihm das Gehalt eines Privatdozenten zum Leben nicht ausreichte, verdiente sich Vangerow den zusätzlich notwendigen Unterhalt mittels zahlreicher Tutorien, die er neben seinen Vorlesungen hielt. Er erzählte später gerne, dass er durch diese Repetitorien neben den Vorlesungen zwar eine fast übermenschliche Arbeit geleistet hätte, diesem Einsatz jedoch die volle Beherrschung des Stoffes der Pandekten und die Gewandtheit des Vortragens als bleibenden Gewinn verdanke.

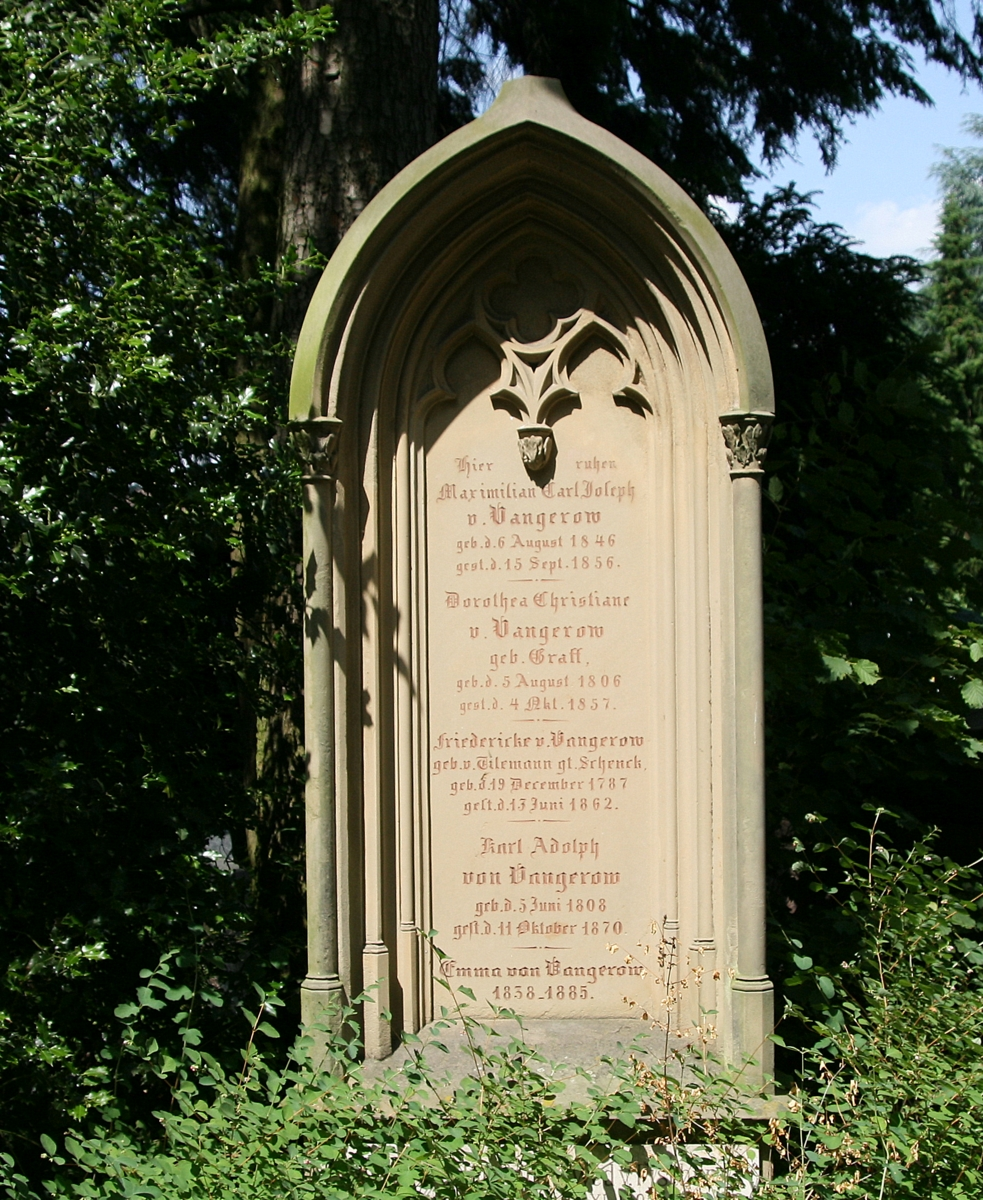
Vangerows Grabmal auf dem Heidelberger Bergfriedhof, nach Auflassung der Familiengrabstätte in der Abt. „D neu“ wieder errichtet

Drei Jahre später, am 6. September 1833 wurde er im Alter von 25 Jahren zum außerordentlichen Professor an der Universität Marburg ernannt und vier Jahre später, am 14. Juni 1837, zum ordentlichen Professor. Er erwarb sich den Ruf einer außergewöhnlichen Lehrbegabung.
Als im März 1840 der Lehrstuhl für Römisches Recht an der Universität Heidelberg, nach dem Tod von Anton Friedrich Justus Thibaut, neu zu besetzen war, folgte Karl Adolph von Vangerow einem Ruf für dieses Ordinariat. Vangerow lehrte an der Heidelberger Universität 30 Jahre lang Römisches Recht und zog Studenten aus ganz Deutschland an, so dass der Hörsaal vergrößert werden musste.
Vangerow heiratete am 15. Mai 1834 in Marburg Dorothea Graf (* 5. August 1806 in Treis an der Lumda; † 4. Oktober 1857 in Heidelberg), die Tochter des kurfürstlich hessischen Gerichtsprokurators Konrad Graf und der Luise Theis. Sie hatten drei Söhne und drei Töchter. Zwei der Söhne und eine Tochter verstarben bereits im frühen Kindesalter. Die anderen Kinder überlebten ihre Eltern, hinterließen aber keine Nachkommen.

## Letzter Lebensabschnitt
Vangerows Frau verstarb nach längeren Leiden im Alter von 51 Jahren im Jahr 1857, Karl Adolph von Vangerow überlebte sie um 13 Jahre. Er hielt bis kurz vor seinem Tod, obgleich lungen- und zuckerkrank, Vorlesungen und verstarb am 11. Oktober 1870 in dem von ihm bewohnten Palais von Wieser in der Märzgasse 18 in Heidelberg. Das Haus der Familie in der Märzgasse 18 war bis ins 20. Jahrhundert hinein unter den Heidelberger Bürgern als „Vangerow-Haus“ bekannt. Die Universität Heidelberg ehrt Vangerow als einen ihrer bedeutendsten Professoren.
Adolph von Vangerow und seine Ehefrau Dorothea Christine von Vangerow fanden ihre letzte Ruhestätte auf dem Bergfriedhof (Heidelberg). Nach Auflösung der Familiengrabstätte befindet sich heute der Grabstein, im Stile der Neogotik gearbeitet, zum Gedenken an den großen Rechtsgelehrten in der Abteilung D neu auf dem Bergfriedhof.

## Ehrungen
Die Stadt Heidelberg verlieh Karl Adolph von Vangerow die Ehrenbürgerwürde. Ihm zur Ehre wurde eine Straße in Heidelberg-Bergheim Vangerowstraße genannt.

## Bedeutung
In der Hauptsache war Karl Adolph von Vangerow von seiner Lehrtätigkeit eingenommen. Zeitgenossen merkten an, Vangerow verfüge nicht nur über umfassendes Wissen, er habe zudem noch die Gabe in freier, fließender Sprache auch die trockenste Materie noch lebendig vortragen zu können. Haferkamp bezeichnet ihn als den wahrscheinlich erfolgreichsten Pandektenlehrer des 19. Jahrhunderts.
Sein Hauptwerk ist ein Lehrbuch über die Pandekten (auch: Digesten genannt) aus der iustinianischen Zeit der Spätantike. Es wurde insgesamt siebenmal überarbeitet. Die im 19. Jahrhundert vorherrschende Pandektenwissenschaft baute auf der Würdigung und Bearbeitung der Quellen durch die Historische Rechtsschule auf. Deren praktisch-dogmatische Orientierung floss in die Konzeption des heutigen Bürgerlichen Gesetzbuchs ein.

## Veröffentlichungen (Auswahl)
- Lehrbuch der Pandekten, 7., verm. u verb. Aufl., Marburg [u. a.]
  - Band 1 – 1863 (vollständiger Bildscan)
  - Band 2 – 1867 (vollständiger Bildscan)
  - Band 3 – 1869 (vollständiger Bildscan)
- Leitfaden für Pandekten-Vorlesungen, Marburg [u. a.]
  - Band 1.1: (1. Buch: Allg. Lehren) – 1843 (vollständiger Bildscan)
  - Band 1.2: (2. Buch: S.g. Familienrecht; 3. Buch: Dingliche Rechte) – 1843 (vollständiger Bildscan)
  - Band 2: (4. Buch: Das Erbrecht) – 1843 (vollständiger Bildscan)
  - Band 3: (5. Buch: Die Obligationen) – 1849  (vollständiger Bildscan)